# Lípa svobody (Krupkovo náměstí)
Lípa svobody na Krupkově náměstí je významný strom, který roste v Praze 6 na zeleném trojúhelníku na Krupkově náměstí v Bubenči před budovou Obchodní akademie.

## Popis
U paty kmene tohoto solitérního stromu je umístěn udržovaný kamenný kvádr (žulová deska) s nápisem: „Lípa svobody – Na věčnou paměť všem bojovníkům, kteří obětovali své životy za osvobození našeho národa v letech 1939 – 1945. Věnuje obec baráčníků v Bubenči“. Obvod kmene této lípy stříbrné činil (v roce 2016) 59 cm a odhadované stáří asi 20 let. (To by napovídalo na rok zasazení cca 1996.) Přesné datum vysazení stromu obcí baráčníku v Bubenči není známo, jeho stáří je odhadováno na 13 let (vztaženo k roku 2020) (To by napovídalo na rok zasazení cca 2007.) a jeho zdravotní stav je dobrý až výborný (stav k roku 2020).